# Schlotheimia crumii
Schlotheimia crumii là một loài rêu trong họ Orthotrichaceae. Loài này được B.C. Tan mô tả khoa học đầu tiên năm 1992.